# Bécsi és német légió
A bécsi és német légió (Giron-légió) az 1848–49-es forradalom és szabadságharc idején német nemzetiségű önkéntesekből szervezett alakulat volt, melyet részben a bécsi önkéntesek, részben a hazai németség, részben a tiroli vadászok tagjaiból verbuváltak. 

## A bécsi légió
Külföldiekből álló harci alakulatok először a németségből szerveződtek a szabadságharcban. Elsőként a bécsi önkéntesek érkeztek meg, három csoportban. A 470 főt számláló első csoport 1848. szeptember 14-én érkezett meg Pestre, majd néhány nappal később további 116 fő, ők nagyrészt a Zrínyi-szabadcsapatba álltak be. A második, 160 fős csoport – az Akadémiai Légió tagjai – szeptember 25-én érkezett Pozsonyba, és a hónap végén csatlakoztak Móga seregeihez. Később ebből a 160 főből alakult meg a bécsi légió, amely teljesen független volt a némettől. Az erdélyi hadszíntéren harcoltak, és 1849 májusában mindannyiukat tisztté léptették elő a német légió 2 hiányos zászlóaljából szervezett 126. honvédzászlóalj élére.

## A német légió

### Felállítása
1848. november 6-án Peter Giron felhívást jelentetett meg, amelyben egy légió felállítását hirdette a magyarországi német ajkúak számára, „akik a szabadságáért küzdő Magyarország ügyét magukénak tekintik”. Számítva a lakosság többségét adó németekre, Kossuth Sopront jelölte ki a légió felállításának színhelyéül. November 30-án aláírta a szervezést szabályozó rendeletet, mely szerint a harc végéig szolgálatot vállaló személyi állományt csak a hadszolgálatra nem kötelezhetőek közül lehet toborozni. A légionisták elvben a honvédekkel azonos jogi és finanszírozási elbánásban részesültek, és a külföldiek a harc után magyar állampolgárságot kaphattak. Ezt a rendelkezést azonban nemigen tartották be, és ez bonyodalmak egész sorát idézte elő.

### Emlékezete

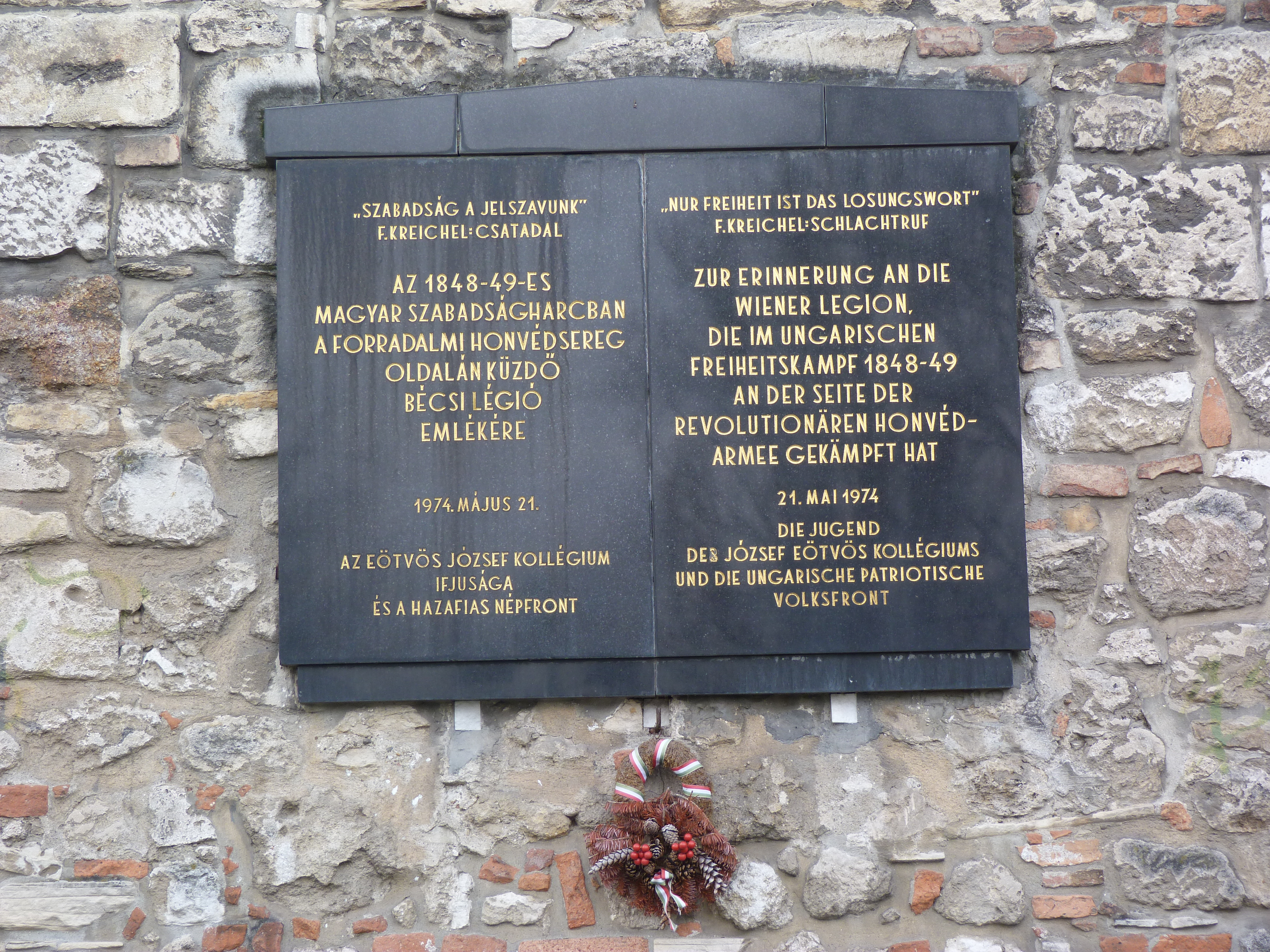
A Bécsi légió emléklapja

### Az első harcok
December elejére Sopronban felállt az 1. század, majd Giron Pesten nekiállt a 2. század toborzásának. A sikeres toborzás hatására Kossuth engedélyezte a toborzást az ország teljes területén, de ismételten csak „a külföldiek közül”. A toborzás ekkor főként a Dunántúl és a Felvidék német többségű városaira terjedt ki. Ennek hatására a toborzottak között a többség magyarországi német, sőt szlovák volt, akik között számos hadköteles is előfordult. A légió sorsa a kezdeti sikerek után azonban rosszul folytatódott: december közepén ugyan Giron Sopronba indult a 2. századdal, de mielőtt megérkeztek volna, az 1. század harcba keveredett Petrichevich-Horváth cs. kir. ezredes hadoszlopával, s a rendben visszavonuló Stréter-különítménytől eltérően a légionisták rendezetlenül menekültek Győrig, ahol sikerült összevonni a légió 227 főnyi legénységét. A légiót ezt követően Görgey Kornél őrnagy dandárjába osztották be, és egy újabb vesztes ütközetben vettek részt, december 28-án Bábolnánál. A harc során Giron megsérült, és elhagyta alakulatát, ami a Balmazújvárosban gyülekező tartalékhoz került.

### Erdélyi harcok és az új toborzás
Giron később Nagyváradra utazott, és 1849. január 23-tól ott volt a légió szervezésének központja. Itt bő egy hónap alatt felállított további 4 századot, ezzel zászlóaljjá szaporítva alakulatát. Márciusban már a 2. zászlóalj szervezéséhez fogott hozzá, azonban ehhez már több magyar és osztrák hadifogoly is csatlakozott a magasabb zsold reményében. Mivel ebből semmi sem lett, ezért ez a legénység körében elégedetlenséget szült.
Az első zászlóalj Nagyváradon felállított századait Erdélyben vetették be. A 3. század Weber őrnagy vezetésével február közepén indult útnak, és március 5-én Soborsinnál ki is tüntette magát, mikor Csutak őrnagy sikerrel akadályozta meg a császáriak átkelését a Maroson. Az 5. és 6. század májusban érkezett meg az ekkor már Brádon állomásozó 3. századhoz, és együtt vettek részt Hatvani Imre második abrudbányai támadásában. A katasztrofális vereség során a három század gyakorlatilag megsemmisült, mindössze 134 fő menekült meg. A 4. és 7. század is román felkelők ellen harcolt, és május 19-én érkeztek meg Bánffyhunyadra.
Eközben Nagyváradon Stein Miksa ezredes a hadügyminisztérium táborkari osztályának főnöke visszaéléseket és szabálytalanságokat jelentett Kossuthnak április 25-én, és javasolta a toborzás leállítását. Kossuth május 17-én utasította a hadügyminisztériumot a toborzás megtiltására, noha májusban Giron már a 3. zászlóaljat szervezte Pesten, és 600 embert toborzott. Giront hadbírósági eljárás alá vonták, és a toborzás körül tapasztalt visszaélések mellett azt is vizsgálták, hogy miért nem vett részt Bábolna után a légió harcaiban. Május 24-én August Thomstorff őrnagy került a 3. zászlóalj élére; a mecklenburgi születésű cs. kir. törzstiszt több ütközetben is bizonyította rátermettségét.

### Feloszlatás
Ezután Pesten összevonták a 2. és 3. zászlóaljat; tisztjeikként a bécsi légió túlélő tagjait, vezetőül a már említett August Thomstorffot kapták. Kossuth június 25-én engedélyezte Inczédy alezredesnek az Erdélyben megmaradt 3 század honvédek közé való besorolását, s ezzel a légió megkérdőjelezhetetlenül feloszlott, noha még létezett a VII. hadtestből elkülönített Görgey Ármin vezérelte hadoszlopban két század német légiós. Giron nem tudta elérni a légió alakulatainak egy egységbe való összevonását, sem a lengyel légióba való betagozódását, ezért lemondott alezredesi rangjáról, és az elbocsátását kérte a honvédségtől, amit július 23-án engedélyeztek is. Ennek ellenére Giron a világosi fegyverletétel után hadifogságba esett, és a cs. kir. hadbíróság halálra ítélte, majd 1849. október 20-án az Újépület mellett, Pesten végezték ki.